# Salvation
Salvation je americký dramatický televizní seriál stanice CBS, který měl premiéru dne 12. července 2017. Tvůrci seriálu jsou Liz Kruger, Craig Shapiro a Matt Wheeler. Hlavní role hrají Santiego Cabrera, Jennifer Finnigan, Charlie Rowe, Jacqueline Byers, Rachel Drance, Shazi Raja, Ian Anthony Dale, Melia Kreiling a Ashley Thomas. V říjnu roku 2017 stanice objednala druhou řadu, která měla premiéru dne 25. června 2018.

## Obsazení

### Hlavní role
- Santiago Cabrera jako Darius Tanz
- Jennifer Finnigan jako Grace Barrows
- Charlie Rowe jako Liam Cole
- Jacqueline Byers jako Jillian Hayes
- Rachel Drance jako Zoe Barrows (1. řada, vedlejší role – 2. řada)
- Shazi Raja jako Amanda Neel (1. řada)
- Ian Anthony Dale jako Harris Edwards
- Ashley Thomas jako Alonzo Carter (2. řada)
- Melia Kreiling jako Alycia Vrettou (2. řada)
- Anjali Jay jako Dr. Rosetta Stendahl (2. řada)

### Vedlejší role
- Dennis Boutsikaris jako Malcolm Croft
- Erica Luttrell jako Claire Rayburn
- Tova Feldshuh jako Pauline Mackenzie
- Josette Jorge jako Karissa (1. řada)
- Sasha Roiz jako Monroe Bennett
- Mark Moses jako Hugh Keating
- Brian Markinson jako Randall Calhoun (1. řada)
- Jeffrey Nordling jako Daniel Hayes (1. řada)
- John Noble jako Nicholas Tanz
- Raven Dauda jako Harrisova sekretářka
- Autumn Reeser jako Theresa
- André Dae Kim jako Dylan Edwards (1. řada)
- Taylor Cole jako Fiona Lane (hostující role – 1. řada, vedlejší role – 2. řada)
- Madison Smith jako Nate Ryland (2. řada)
- Jonathan Silverman jako Roland Kavanaugh (2. řada)
- Luke Arnold jako Bass Shepherd (2. řada)

## Vysílání
| Řada | Díly | Premiéra v USA    | Premiéra v USA |
| Řada | Díly | První díl         | Poslední díl   |
| ---- | ---- | ----------------- | -------------- |
| 1    | 13   | 12. července 2017 | 20. září 2017  |
| 2    | 13   | 25. června 2018   | 17. září 2018  |

## Ocenění a nominace
| Rok  | Název ocenění  | Kategorie                                                             | Nominovaný    | Výsledek |
| ---- | -------------- | --------------------------------------------------------------------- | ------------- | -------- |
| 2017 | The Joey Award | nejlepší hostující hvězda: herec v televizním seriálu - 13 let a výše | André Dae Kim | nominace |
| 2018 | Cena Saturn    | nejlepší televizní sci-fi seriál.                                     | Salvation     | nominace |